# Šport u 1956.
◄◄ | ◄ | 1953. | 1954. | 1955. | 1956.  | 1957. | 1958. | 1959. | ► | ►►
Arhitektura • Astronautika • Astronomija • Biologija • Film • Fotografija • Glazba • Kazalište • Kemija • Kiparstvo • Knjige • Književnost • Kršćanstvo • Meteorologija • Medicina • Planinarstvo • Politika • Pravo • Promet • Slikarstvo • Strip • Šport • Televizija • Znanost • Zrakoplovstvo • Željeznički promet
Šport u 1956.

## Svijet

### Natjecanja

#### Svjetska natjecanja
- Od 22. studenog do 8. prosinca – XVI. Olimpijske igre – Melbourne 1956.

## Hrvatska i u Hrvata

### Osnivanja
- RK Crikvenica, hrvatski rukometni klub
- Toronto Croatia, kanadski nogometni klub

## Vanjske poveznice
|  | Zajednički poslužitelj ima još gradiva o temi Šport u 1956. |